# Tứ phương thần
Tứ phương thần là bốn vị thần trên thiên đình trông coi bốn phương trời đất trong Đạo giáo và thần thoại Trung Hoa
Tứ phương thần gồm:
- Đông phương Thanh long Mạnh chương thần quân
- Tây phương Bạch hổ Giám binh thần quân
- Nam phương Chu tước Lăng quang thần quân
- Bắc phương Huyền Vũ Chấp minh thần quân